# Catedral de Alejandro Nevski (Howell)
La Catedral de Alejandro Nevski (en inglés: Alexander Nevsky Cathedral) es un edificio religioso que 
se encuentra en Howell Township, Nueva Jersey, y está bajo la jurisdicción de la Iglesia Ortodoxa Rusa Fuera de Rusia (ROCOR).
La Iglesia San Alexander Nevsky fue establecida en 1936 por el Arzobispo Vitaly ( Maximenko ) en una zona de la tierra donada por Yulia Martinovna Plavskaya . La capilla inicial, dedicado a la memoria del gran príncipe Aleksandr Nevski (1220-1263), fue bendecida en mayo de 1936. El edificio de la iglesia fue ampliado posteriormente tres veces .
En 1987, la tierra fue despejada para la construcción de la nueva iglesia y el 12 de septiembre de 1989, en la fiesta de alejandro Nevsk, se colocó la primera piedra y las reliquias de San Germán de Alaska colocaron en sus fundaciones.